# Die Mühle am Fluss
Die Mühle am Fluss (Originaltitel Grenser) aus dem Jahr 1999 ist ein historischer Roman des norwegischen Schriftstellers Roy Jacobsen.
Die Übertragung ins Deutsche besorgte Gabriele Haefs.
Deutsche Kriegsschuld, Untergang der 6. Armee, Schicksale von Menschen die in der Nähe von Grenzen leben, traumatische Kriegserlebnisse und die europäische Nachkriegszeit sind die großen Themen dieses Romans. Laut des norwegischen Literaturwissenschaftlers Per Thomas Andersen ist Die Mühle am Fluss einer der besten historischen Romane des Autors, der zugleich ein gedankenerregender „Teseroman“ ist über Grenzen, Überschreitung von Grenzen, Schutz innerhalb der Grenzen, und das Zufällige bei Grenzziehungen. Er behauptet weiterhin, dass es sich um nationale und geographische Grenzen handelt im Roman, bzw. Grenzen zwischen Menschen und Grenzen, die man für sich selbst setzen muss.

## Inhalt
- Peter Hebel überlebt den Kessel von Stalingrad. Er geht in sowjetische Gefangenschaft und kommt bei einer Auseinandersetzung zwischen Häftlingen um. Im Gegensatz zu General Paulus stirbt Peter als Hitler-Anhänger.
- 27. November 1942. Der deutsche Belgier Markus Hebel, Nachrichtenleutnant der Wehrmacht, wird ins Hauptquartier der Heeresgruppe Don zu Feldmarschall Erich von Manstein versetzt. Mein Sohn ist da drinnen, sagt Markus Hebel und meint den Stalingrader Kessel. Wir in der Heeresleitung leben im Himmel, heißt es weiter, verglichen mit den armen Wichten draußen im Feld. Markus ist bei der Erziehung seines Sohnes Peter gescheitert. Peter hat keinen Klarblick. Nun ist es zu spät. Der Junge trägt die makellose Uniform der Tyrannei. Die in der Heeresleitung bekommen mit, dass der Nachrichtenmann Markus Funkkontakt zu seinem verlorenen Sohn im Kessel aufnehmen will und sagen ihm das auf den Kopf zu. Markus vermutet, über seinen Sohn soll er General Paulus bespitzeln. Möchte man wissen, was im Kopf des eingekesselten Feldherrn vorgeht?
- 18. Dezember 1942. Immerhin darf Markus einen Nachrichtenoberst auf einem Flug in den Kessel begleiten. Während jener Oberst mit Paulus konferiert, hat Markus Zeit und erkundigt sich prompt nach seinem Sohn. Ohne Umschweife wird er zu Peter geführt. Markus erkennt Peter und ist bis ins Mark erschüttert. Kommt Manstein? fragt der Sohn als erstes. Markus sieht jenes Zucken im Gesicht des Sohnes; jenes Zucken, das er bereits in Paulus' Gesicht beobachtet hat. Aber jegliche Neurose heißt an der Front Feigheit. Die wird mit dem Tode bestraft. Im Kessel begegnet Markus einem deutschen Madonnenmaler. Manche Soldaten brechen zusammen, wenn sie ein solches Bild betrachten. Doch sie stehen hernach wie neugeboren auf und horchen auf Hoths Nebelwerfer. Ein eingekesselter Major gerät vor Begeisterung außer sich, als er von Markus erfährt, der Nachrichtenoberst verhandle mit Paulus. Beim Abschied verspricht Markus seinem Sohn, dass die Eingekesselten herausgehauen werden. Peter umarmt den Vater. Während der Rückkehr fällt Markus' Blick auf das eisengraue Gesicht des Nachrichtenoberst.
- Bis zum 24. Dezember 1942 passiert einiges. Manstein will vom Süden her eine Bresche zum Entsatz der 6. Armee schlagen. Der Korridor würde einen Ausbruch erzwingen, ob Paulus das nun wollte oder nicht, er würde alle Schleusen der Geschichte öffnen und Stalingrad von seinen vielen unglücklichen Seelen befreien, sie in hektischem Eilmarsch über die Steppen und in die heißen Bäder führen, in Sicherheit und zu den Fleischtöpfen. Das misslingt. Der Leser kann mitverfolgen, wie die Speerspitze Panzerregiment 11 unter Oberst von Hünersdorff von übermächtigen sowjetischen Kräften langsam zermalmt wird. Zuletzt kommandiert der Oberst in einer bitteren Kälte aus einem schneeigen Erdloch unter seinem Panzer heraus. Der Treibstoff ist ausgegangen. Hitler dekoriert den Todeskandidaten.
- Leutnant Markus hat als Mensch besondere Fähigkeiten. Die erkennt Manstein. Der Feldmarschall sagt zum Leutnant: Sie werden selbst für Hünersdorff den Rückzugsbefehl schreiben, wenn Sie sich dafür entscheiden, aber haben Sie keine Angst, ich werde unterzeichnen. Eine überraschende Wendung, die Manstein begründet: Ich brauche einen intelligenten, humanen Zivilisten, einen gebildeten, aufgeweckten Mann mit fester Verankerung in der christlichen europäischen Tradition, mit ethischen Werten und einem gespaltenen Verhältnis zu Himmel und Erde, einen Bauern und einen Künstler, einen Erfinder und einen gewöhnlichen Mann, ich brauche einen gemeinsamen Nenner wie Sie, Hebel, mit drei Sprachen, zwei Nationalitäten und einem ewigen Leben, mit mehr Einfühlungsvermögen als Logik. Markus spielt den Richter der Geschichte und Manstein unterschreibt.

## Stil und Themen
- Der Stalingrad-Roman fängt in der Buchmitte an. Der voluminöse Vorspann beleuchtet die Herkunft der Hauptfiguren. Gegenwart und Vergangenheit werden über den gesamten Text hinweg vermischt. Wie in anderen Büchern von Jacobsen sind die Menschenschicksale auf zunächst schwer einsehbare Weise miteinander verwoben. So ist der "Blinde" aus dem Anfang des Buches die Hauptfigur des Stalingradteils.
- Der idyllische Titel Die Mühle am Fluss verbirgt das eigentliche Thema deutsche Kriegsschuld. In den letzten Jahren wurde zahlreiches dokumentarisches Material über den Untergang der 6. Armee bekannt. Der Autor, ein 1955 geborener Norweger, erzählt, wie ein Belgier im Dienste der Deutschen jene Apokalypse miterleben muss. So wird beispielsweise ein Deutscher aus dem Kessel herausgeflogen, nachdem ihn während des langsamen Erfrierens bereits die Ratten angefressen haben. Er weiß von seinem bevorstehenden Tod und riecht den Gestank seiner Wunden. Zuletzt verflucht er den eingekesselten General, der für sich Sekt in den Kessel mitgenommen hat.
- Trotz des komplizierten Satzbaus, gelingt es Jacobsen die Hölle von Stalingrad lebendig werden zu lassen.

## Ausgaben in deutscher Sprache
- Roy Jacobsen: Die Mühle am Fluss, btb Verlag 2003, Bd. 73012. 377 Seiten, ISBN 3-442-73012-0.
- Roy Jacobsen: Die Mühle am Fluss, PeP Verlag 2003, ISBN 3-89480-805-5.